# Leioproctus boroniae
Leioproctus boroniae är en biart som först beskrevs av Cockerell 1921.  Leioproctus boroniae ingår i släktet Leioproctus och familjen korttungebin. Inga underarter finns listade i Catalogue of Life.